# Acraea johnstoni
Acraea johnstoni är en fjärilsart som beskrevs av Frederick DuCane Godman 1885. Acraea johnstoni ingår i släktet Acraea och familjen praktfjärilar. Inga underarter finns listade i Catalogue of Life.